# Charles Joseph Chamberlain
Charles Joseph Chamberlain, né le 23 février 1863 à Sullivan (Ohio) et mort le 5 février 1943 à Chicago, est un botaniste américain.